# 圣日耳曼德沃
圣日耳曼德沃（法語：Saint-Germain-des-Vaux，法語發音：[sɛ̃ ʒɛʁmɛ̃ de vo]）是法国芒什省的一个旧市镇，属于瑟堡区。2017年，圣日耳曼德沃和相邻的其它18个市镇合并为新市镇拉阿格。 

## 地理
圣日耳曼德沃（49°42'43"N, 1°55'12"W）面积6.36 平方千米，位于法国诺曼底大区芒什省，该省份为法国西北部沿海省份，西、北、东北三面环大西洋，东起顺时针与卡爾瓦多斯省、奧恩省、马耶讷省和伊勒-维莱讷省接壤。
与圣日耳曼德沃接壤的市镇（或旧市镇、城区）包括：欧代维尔、若堡、小奥蒙维尔。

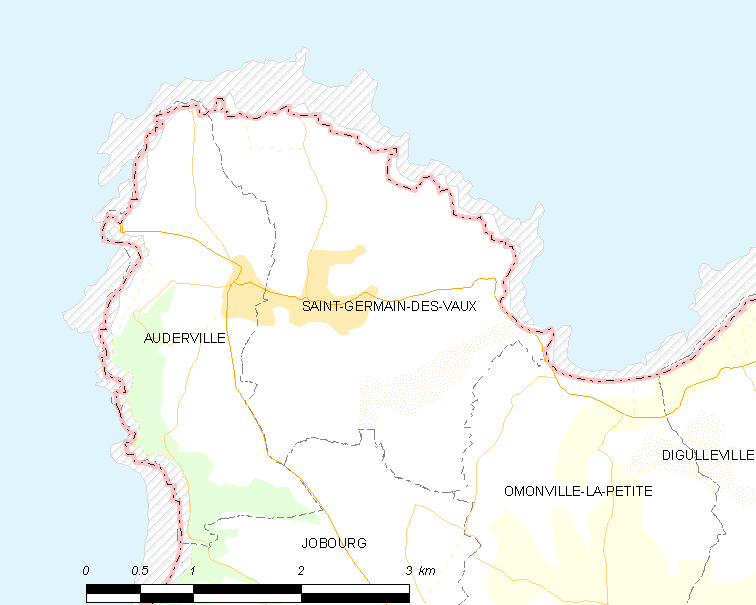
圣日耳曼德沃的OSM定位图

圣日耳曼德沃的时区为UTC+01:00、UTC+02:00（夏令时）。

## 行政
圣日耳曼德沃的邮政编码为50440，INSEE市镇编码为50477。

## 政治
圣日耳曼德沃所属的省级选区为拉阿格县。

## 人口

1962-2008年间圣日耳曼德沃人口变化图示

圣日耳曼德沃于2018年1月1日时的人口数量为323人。